# Claire af Luxembourg
Prinsesse Claire af Luxembourg (født Claire Margareta Lademacher; født 21. marts 1985) er en tysk bioetikforsker, der i øjeblikket forfølger en doktorgrad inden for området organdonation ved Pontifical Athenaeum Regina Apostolorum. Hun er gift med prins Felix, der er nummer tre i arvefølgen til den luxemburgske trone.